# Емброуз Бирс
Емброуз Гвинет Бирс (енгл. Ambrose Gwinnett Bierce; Округ Мегс, 24. јун 1842. — Чивава, око 1914) био је амерички писац, новинар, песник и ветеран грађанског рата, један од најзначајнијих америчких писаца деветнаестог века.

## Биографија
Емброуз Бирс рођен је 24. јуна 1842. године у округу Мегс, Охајо, као десето од тринаесторо деце Марка Аурелија и Лоре Шервуд Бирс. Сва њихова деца носила су име са почетним словом А, а Емброуз је име добио по роману Житије, чудна путовања и беспримерни доживљаји Емброуза Гвинета, познатијег по имену Ћопави Просјак Ајзака Бикерстафа, ирског писца из 13. века. 
Породица се убрзо преселила у округ Коскијаско, Индијана, где је Емброуз и одрастао, а у градићу Ворсо, седишту округа, похађао средњу школу. Врло рано је показао склоност према књигама, а први контакт са њима је имао у очевој личној библиотеци. Марко Аурелије Бирс био је сиромашни фармер, али је поседовао библиотеку - малу, али највећу по тамошњим и тадашњим мерилима. Сам Бирс је доцније говорио да је најважнији део свог образовања стекао захваљујући њој. Важна особа и својеврсни узор био му је стриц Луције Вер Бирс, самозвани генерал, вешт беседник и идеалиста.
Емброуз је био бунтован и непослушан, те 1857. године напушта породицу и запошљава се као штампарски помоћник у Ворсоу. У седамнаестој години га стриц Луције Вер шаље на војни колеџ у Кентакију, где је добио образовање из латинског језика, енглеског правописа и америчке историје, те стекао знања из топографског инжињерства. Колеџ је напустио после годину дана и одселио се у Елкхарт.

### Војна служба
1861. године избија грађански рат и Бирс се пријављује као добровољац на страни Уније, у Девети пешадијски пук Индијане и до краја године учествује у биткама код Филипија, Рич Маунтина, Лорел Хила и Бафало Маунтина. Наредне године се придружује одреду генерала Вилијама Нелсона у Нешвилу и учествује у биткама код Шилоха и Тоунс Ривера.
Маја 1863. године, придружује се штабу генерала Хејзена као топографски инжењер. Септембра исте године учествује у бици код Чикамоге, а у децембру се враћа кући на одсуство и вери са Бернисом Рајт.
Последње ратне године, фебруара 1864, враћа се на фронт. У току битке код планине Кенесо, 27. јуна, бива рањен у главу. Лета исте године раскида веридбу, а у октобру га хватају војници Конфедерације, али им бежи. До краја године учествује у биткама код Френклина и Нешвила.
После рата, 21. јануара 1865. године, због повреде бива отпуштен из војске. Војну службу наставиће средином 1866. године, када ће се придружити генералу Хејзену на експедицији по Великим равницама, ради инспекције тамошњих испостава, а пут ће га крајем године довести у Сан Франциско. 
1867. године, пре него што ће напустити војску, прима наградно унапређење у чин мајора.

### Новинарска каријера
После војске се настанио у Сан Франциску, где се запошљава у ковници новца. Те јесени објављује прва прозна и поетска дела у листу Californian.
Прве приче објављује 1867. године, а следеће почиње да пише колумну „Градски букач“ у листу The San Francisco News Letter.. Оштроумни, немилосрдни текстови у којима разобличава политичку хипокризију, стиче углед, али и непријатеље. Жени се са Мери Елен и већ следеће године одлазе у Енглеску где ће остати следеће три године. Писаће и за енглеске новине у току тих година боравка у Лондону. У току боравка у Енглеској се појављује и његова прва приповетка Уклета долина (1871), а затим под псеудонимом и прва књига Ђавољи ужитак (1873), па друга, Паучина из празне лобање (1874). Захваљујући свом сатиричном духу и беспоштедном критиковању друштва добиће надимак „Горки Бирс“. У време боравка у Енглеској, Емброузу Бирсу рађају се синови: Деи, 1873. године. Млађи син Ли рођен је следеће, 1874. године . Породица напушта Енглеску 1875. године. Бирс се враћа се у Сан Франциско, рађа им се кћер, Хелен. Пише колумну „Брбљање“ за лист Тхе Аргонаут од 1877. године, а 1881. постаје члан редакције листа The Wasp.
Писао је за тај лист наредних шест година, све до 1887. године, када га је власник листа Сан Франциско Егзаминер, Виљам Рендолф Херст позвао да ради за његов лист из ког ће се родити Херстова медијска империја. Бирс, рођени мизантроп без обзира на бурне и често негативне реакције које је изазивао постаје један од најпознатијих новинара Западне обале. Истовремено, објављује и своје најпознатије, најбоље приче: Чикамога, Коњаник на небу, Прикладно окружење, (1889) Догађај на мосту код Совине реке, (1891) Човек и змија, Царство нестварног, Средњи прст десне ноге (1890)…
Разводи се, иако незванично, од своје жене Мери Елен Деј 1888. године, а већ следеће године старији син Деј му гине у сукобу пиштољима са најбољим другом. На Херстов позив сели се у Вашингтон 1896. године и пише о корупцији током изградње јужне пацифичке железнице и захваљујући његовом писању и критичким текстовима Конгрес не одобрава подршку инвеститору. Умире му 1901. године и млађи син Ли, од пнеумоније, и Бирс се враћа у крајеве где је провео младост. Жена му умире четири године касније, претходно затраживши развод. 
Прекида сарадњу са Херстом, не пише новинарске текстове, припрема своја сабрана дела и жудећи за променом, успева некако да се преброди кризу због смрти синова и жене. Настањује се у Тексасу, све чешће одлази у Мексико и 1913. дефинитивно напушта Тексас. Коначно, крајем године придружује се Панчо Виљи као посматрач. У последњем писму од 26. децембра 1913. године испољава намеру да оде у Охинагу (Мексико), исписујући „ведро“ и следећу реченицу: „ Бити „гринго“ у Мексику – ах, то је права еутаназија!“
После тога нико није чуо ништа о њему. Заувек је тајанствено нестао у Мексику

## Избор из библиографије
- Nuggets and Dust Panned Out in California (под псеудонимом "Dod Grile"). (London: Chatto & Windus, 1873). Приче, сатира, епиграми, новински чланци
- Cobwebs from an Empty Skull (под горњим псеудонимом). (London and New York: George Routledge & Sons, 1874). Басне, приче, новински чланци
- Приче о војницима и цивилима (енгл. Tales of Soldiers and Civilians) (San Francisco: E. L. G. Steele, 1891; many subsequent editions, some under the title ''In the Midst of Life''). Fiction: stories.
- (with G. A. Danziger) The Monk and the Hangman's Daughter (Chicago: F.J. Schulte & Co., 1892). Fiction: novel (translation of Der Mönch von Berchtesgaden by Richard Voss).
- Black Beetles in Amber (San Francisco and New York: Western Authors Publishing, 1892). Poetry.
- Can Such Things Be? (New York: Cassell, 1893). Fiction: stories.
- Fantastic Fables (New York and London: G. P. Putnam's Sons, 1899). Fiction: fables.
- Shapes of Clay (San Francisco: W. E. Wood George Sterling, 1903). Poetry.
- The Cynic's Word Book (New York: Doubleday, Page & Co., 1906). Satire.
- The Shadow on the Dial and Other Essays S. O. Howes, ed. (San Francisco: A.M. Robertson, 1909). Collected journalism.
- Write It Right: A Little Blacklist of Literary Faults (New York and Washington, D.C.: Neale Publishing, 1909). Nonfiction: precise use of words.
- The Collected Works of Ambrose Bierce (New York and Washington, DC: Neale Publishing, 1909–1912):
- The Letters of Ambrose Bierce, Bertha Clark Pope [and George Sterling, uncredited], eds. (San Francisco: Book Club of California, 1922)